# Townley (Mondkrater)
Townley ist ein Einschlagkrater auf der Mondvorderseite, nordwestlich des Mare Spumans, südöstlich des Kraters Apollonius und südlich von Firmicus. Der Kraterrand ist erodiert, der Kraterboden eben.
Der Krater wurde 1976 von der IAU nach dem US-amerikanischen Astronomen Sidney Dean Townley offiziell benannt.